# Angel (canção de Akon)
"Angel" é o primeiro single do cantor e compositor senegalês Akon que está no próximo quarto álbum de estúdio, Stadium. O single foi lançado nas rádios dos EUA em 14 de setembro de 2010, antes de ser lançado como download digital em 17 de setembro de 2010. O single será lançado em todo o mundo através de download digital em 7 de novembro de 2010. Um lançamento em CD vai ocorrer em 12 de novembro na Europa. A canção alcançou a posição #62 na Billboard Hot 100. Houve originalmente rumores de que uma faixa vazou na internet, "Nosy Neighbour", seria o single principal a partir do álbum - no entanto, esses rumores se mostraram errados.
Um vídeo para o single foi lançado para a oficial conta de Akon no YouTube em 18 de setembro de 2010.

## Faixas
| N.º | Título                      | Duração |  |
| 1.  | "Angel" (Radio Edit)        | 3:35    |  |
| 2.  | "Angel" (Digital Dog Remix) | 3:08    |  |

## Paradas e posições
| Parada (2010)                      | Melhor posição |
| ---------------------------------- | -------------- |
| Estados Unidos - Billboard Hot 100 | 62             |
| Estados Unidos - Pop Songs         | 33             |
| Canadá - Canadian Hot 100          | 51             |
| Nova Zelândia - RIANZ              | 20             |
| Suécia - Sverigetopplistan         | 34             |
| Bélgica - Ultratop 40 (Valônia)    | 47             |
| Bélgica - Ultratop 50 (Flanders)   | 28             |

## Histórico de lançamento
| País           | Data                   | Formato          | Edição               |
| -------------- | ---------------------- | ---------------- | -------------------- |
| Estados Unidos | 17 de Setembro de 2010 | Download Digital | Versão principal     |
| Mundo          | 7 de novembro de 2010  | Download Digital | Versão principal     |
| Europa         | 12 de novembro de 2010 | CD Single        | Versão principal     |
| Europa         | 12 de novembro de 2010 | CD Single        | Remix Digital de Dog |